# Banna (volk)
De Banna (ook gespeld als Bana) zijn een agro-pastoraal volk dat leeft in het zuidwesten van Ethiopië, voornamelijk in de regio Debub Omo in de SNNPR (Southern Nations, Nationalities, and Peoples' Region). Ze zijn verwant aan de nabijgelegen Hamer- en Bashada-volkeren en maken deel uit van de culturele en taalkundige diversiteit van de Omo-vallei.

## Bevolking en taal
Het aantal Banna wordt geschat op circa 45.000 tot 60.000 personen. Ze spreken het Banna, een taal die behoort tot de Omotische taalfamilie, onderdeel van de Afro-Aziatische taalgroep. Deze taal is nauw verwant aan het Hamer en het Bashada.

## Levenswijze
De Banna leven van een combinatie van veeteelt, landbouw en handel. Runderen zijn een belangrijk bezit en cultureel symbool. Daarnaast verbouwen ze sorghum, maïs en andere gewassen. Hun levenswijze is semi-nomadisch, ze verplaatsen zich periodiek met hun vee op zoek naar water en gras.
De traditionele kleding en lichaamsversiering van de Banna lijken sterk op die van de Hamer. Mannen dragen vaak klei op hun haar in specifieke vormen, terwijl vrouwen zich tooien met kralen, schelpen en metalen sieraden. Rituelen, zang en dans spelen een belangrijke rol in het sociale leven.

## Religie en cultuur
De meeste Banna hangen traditionele religies aan, gekenmerkt door voorouderverering, geloof in geesten en natuurkrachten. Moderne religies zoals het christendom en de islam hebben weinig aanhang in deze gemeenschap. Rituelen rond het huwelijk, de oogst en overgangsriten worden nog sterk in ere gehouden.

## Relaties met andere volken
De Banna hebben nauwe banden met de Hamer, Bashada, Tsamay en andere bevolkingsgroepen uit de Omo-vallei. Er is sprake van culturele uitwisseling, maar soms ook van conflicten, met name over toegang tot water en weiland.